# 공구흐롤프의 사가
공구흐롤프의 사가(고대 노르드어: Gǫngu-Hrólfs saga 공구흐롤프스 사가)는 포르날다르 사가 중 한 편이다. 순전히 오락을 목적으로 쓰여진 소설로, 서문과 말미에 저자가 그 사실을 직접 밝히고 있다. 주인공 공구흐롤프는 노르망디가의 시조인 초대 루앙 백작 공구 흐롤프와 이름이 같지만 동명이인일 뿐이며, 전혀 무관하다.
이야기는 가르다리키(루스)에서 시작한다. 베르세르크와 마법사들이 포함된 바이킹 무리의 두령 에이리크(Eirik)가 홀름가르드(오늘날의 벨리키노브고로드)를 공격한다. 홀름가르드 왕 흐레그비드(Hreggvid)는 싸움 중에 살해당하고, 왕녀 잉기게르드(Ingigerd)는 에이리크에게 약탈당한다. 에이리크는 잉기게르드에게 홀딱 반하여 어떤 부탁이든 들어주겠노라 한다. 잉기게르드는 에이리크의 대전사 소르크비르(Sorkvir)에게 대적할 수 있는 남자를 찾아내도록 3년의 기한을 달라고 하고, 자신이 실패하면 에이리크와 결혼하겠다고 한다. 흐레그비드 왕의 갑옷을 입지 않은 이는 소르크비르를 이길 수 없었으며, 또한 에이리크의 자문가인 마법사 그림 에기르(Grim Aegir)가 속임수를 써서 애초에 아무도 조건을 만족시킬 수 없게 만들자고 했다.
한편, 스투를라우그 인 스타르프사미(부지런한 스투를라우그의 사가의 주인공)의 아들 흐롤프(Hrolf)는 장성했지만 아무 짝에도 쓸모가 없어 보이는 게으름뱅이가 되어 있었다. 부친이 무언가 좀 의미가 있는 일을 하라고 닦달하자 흐롤프는 집을 나가서 많은 해적과 도적들과 싸운 뒤 유틀란드의 야를 토르그뉘(Thorgny)의 신하가 된다. 흐롤프는 토르그뉘의 아들 스테프니르(Stefnir)와 친구가 되고, 유틀란드인들이 스코틀랜드에서 온 바이킹 트뤼그비(Tryggvi)에 맞서 싸우는 것을 돕는다. 어느 날 흐라픈(Hrafn)과 크라크(Krak)라는 형제가 토르그뉘의 궁정에 묵게 되었는데, 흐롤프와 스테프니르가 그들에게 모욕을 준다. 흐라픈과 크라크는 흐롤프가 좋은 옷을 선물로 준 뒤에야 화를 푼다. 흐라픈과 크라크가 유틀란드를 떠난 뒤, 잉기게르드의 딜레마 이야기가 토르그뉘의 귀에 들어온다. 토르그뉘는 잉기게르드를 돕고 그녀를 아내로 취하고 싶어하고, 흐롤프가 소르크비르와 싸우러 가르다리키로 떠난다.
가르다리키로 가는 길에 흐롤프는 빌햘름(Vilhjalm)이라는 남자를 만난다. 빌햘름은 처음에 흐롤프에게 자신을 시종으로 삼아 줄 것을 요청하다가, 속임수를 써서 흐롤프가 시종이 되고 자신이 주인이 되는 맹세를 하게 만든다. 흐롤프와 빌햘름은 가르다리키로 가서 타타르인의 침공을 막아낸다. 흐롤프는 아름다운 사슴을 잡고, 흐레그비드 왕의 무덤을 탐험하고, 타타르인의 대전사를 쓰러뜨리는 등 활약을 하지만 그 모든 공적은 흐롤프의 주인인 빌햘름의 명의로 돌아가고, 빌햘름은 에이리크 왕의 누이 귀다(Gyda)를 아내로 맞는다.
빌햘름에게 더 이상 매여있지 않게 된 흐롤프는 소르크비르를 죽이고 잉기게르드와 몰래 도망간다. 에이리크는 흐롤프가 진짜 호걸이었고 자신의 새 매제는 사기꾼이었음을 알게 된다. 에이리크는 빌햘름을 위협하여 흐롤프를 죽이고 잉기게르드를 가르다리키로 데려오겠다는 맹세를 하게 만든다. 빌햘름은 흐롤프를 따라잡아 자신을 시종으로 받아 달라고 한다. 그러고 나서 배신하여 흐롤프의 두 다리를 자르고 잉기게르드에게 입을 다물겠다는 맹세를 받아낸 뒤 그녀를 데리고 유틀란드로 간다. 한편, 몬둘(Mondul)이라는 드베르그가 인간을 가장하고 토르그뉘의 환심을 사고 있었다. 몬둘은 자문관 뵤른(Bjorn)이 토르그뉘를 배신했다고 토르그뉘에게 모함한다. 토르그뉘는 뵤른을 쫓아내고 뵤른의 벼슬과 재산, 아내는 모두 몬둘의 차지가 된다. 그 직후 빌햘름이 잉기게르드와 함께 귀국하여 성대한 환영을 받는다. 흐롤프는 말등에 실린 채 뵤른의 집에 도달하여 그간 무슨 일이 있었는지 듣고 몬둘을 잡아 가둔다. 흐롤프는 몬둘을 겁박하여 드베르그의 재주로써 자기 다리를 고치게 한다. 그리고 토르그뉘의 궁정으로 가 모든 진실을 밝히고 빌햘름은 사형을 당한다.
토르그뉘는 잉기게르드와 결혼하고자 했으나 잉기게르드는 자기 부친의 원수가 갚아지지 않았다며 거부한다. 흐롤프가 다시 나서서 몬둘의 도움을 받아 큰 군대를 이끌고 가르다리키로 간다. 그 뒤 스코틀랜드의 트뤼그비가 다시 나타나 토르그뉘를 죽이고 뵤른은 성채 안으로 후퇴해 틀어박힌다. 그때 두 명의 정체불명의 낯선 이들이 나타나 트뤼그비를 쳐부순다. 흐롤프는 이 두 낯선 이의 도움을 받아 에이리크의 괴물딱지 바이킹들을 쳐부순다. 낯선 이들 중 한 명은 그 와중에 죽고 한 명만 살았는데, 알고 보니 죽은 이는 크라크였고 살아남은 이는 흐라픈이었다. 흐라픈은 자기 진짜 이름은 하랄드(Harald)이며, 얼마 전 폐위당한 앵글인의 왕 에드가르(Edgar)의 아들이라고 정체를 밝힌다.
일행은 유틀란드로 돌아가 토르그뉘의 장례식을 치르고, 그 뒤 흐롤프는 하랄드가 앵글인의 왕위에 오르게 도와준다. 잉글랜드에서 유틀란드로 돌아온 흐롤프는 잉기게르드와 결혼하고, 그 뒤 가르다리키로 가서 그곳 땅을 다스리게 된다. 부부는 많은 아이를 낳았는데, 그 중 올라프(Olaf)가 흐로문드 그리플루르(흐로문드 그립손의 사가의 주인공) 때 가르다리키를 다스린 왕이었다고 한다. 흐롤프가 싸우다 죽었는지 침대에서 죽었는지는 정확히 알 수 없다는 말로 사가가 끝난다.